# Natalja Igorewna Bessmertnowa

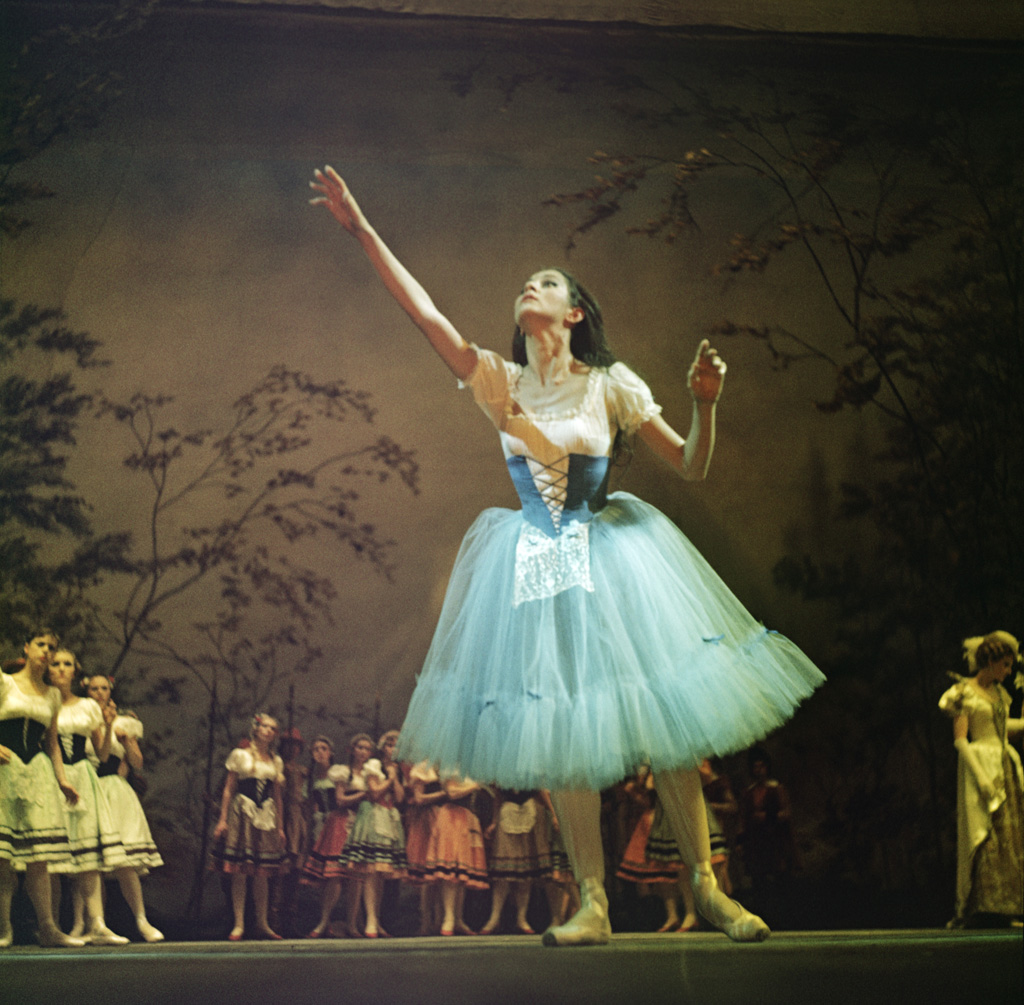
Natalja Bessmertnowa in der Rolle der Giselle auf der Bühne des Bolschoi-Theaters, 1966

Grabstein Bessmertnowas auf dem Nowodewitschi-Friedhof

Natalja Igorewna Bessmertnowa (russisch Наталья Игоревна Бессмертнова, wiss. Transliteration Natal'ja Igorevna Bessmertnova; * 19. Juli 1941 in Moskau; † 19. Februar 2008 ebenda) war eine sowjetische Primaballerina am Bolschoi-Theater.

## Biografie
Von 1953 bis 1961 wurde sie in der Ballettschule des Bolschoi-Theaters ausgebildet. Zu ihren Ausbildern gehörten Marija Koschuchowa, Sofija Golowkina und Marina Semjonowa. Bereits während der Ausbildung tanzte sie 1958 erstmals auf der Bühne des Bolschoi-Theaters. 1961 beendete Bessmertnowa die Ausbildung als erste Schülerin in der Geschichte des Theaters mit der Note A+ in der Abschlussprüfung. Von 1961 bis 1988 war sie Primaballerina des Bolschoi-Balletts. Danach war sie bis 1995 als Ausbilderin im Theater tätig.
Bessmertnowa war mit dem früheren Direktor des Theaters, Juri Grigorowitsch, verheiratet. Wie ihr Mann verließ sie das Bolschoi 1995 im Streit um den künftigen Stil nach dem Ende der Sowjet-Ära. Sie könne „den Tod dieses wertvollen Guts der russischen Kunst“ nicht mit ansehen, erklärte sie damals.

## Rollen (Auswahl)
- Giselle in Leonid Lawrowskis Inszenierung von Giselle (1963); Kinofilm 1974
- Julia in Leonid Lawrowskis Inszenierung von Romeo und Julia von Sergei Prokofjew; TV-Aufnahme 1976
- Phrygia in Grigorowitschs Inszenierung von Aram Chatschaturjans Spartakus; TV-Aufnahme 1984
- Anastasia in Grigorowitschs Inszenierung von Iwan der Schreckliche nach Sergei Prokofjews Filmmusik (1975); TV-Aufnahme 1991
- Julia in Grigorowitschs Inszenierung von Romeo und Julia von Sergei Prokofjew (1979); TV-Aufnahme 1989
- Odette/Odile in Grigorowitschs Inszenierung von Schwanensee; TV-Aufnahme 1984
- Rita in Grigorowitschs Inszenierung von Das Goldene Zeitalter von Dmitri Schostakowitsch (1982)
- Raimonda in Grigorowitschs Inszenierung von Raimonda von Alexander Glasunow (1984); TV-Aufnahme 1990
- Giselle in Grigorowitschs Inszenierung von Giselle (1990); TV-Aufnahme 1990

## Auszeichnungen
- 1965: Goldmedaille des 2. Internationalen Ballettwettbewerbs von Warna
- 1970: Anna-Pawlowa-Preis der Pariser Tanzakademie
- 1976: Volkskünstler der UdSSR
- 1977: Staatspreis der UdSSR
- 1986: Leninpreis